# 鹿窟基地案
鹿窟基地案，又稱鹿窟事件，為1952年（民國41年）12月29日，是臺灣白色恐怖時期初期臺灣地區最大的一起政治案件。由於許多歷史資料和檔案至今仍未完全公開，因此目前對該事件的所知，是由片面說法組合而成，並非真正面貌。

## 事件始末

### 游擊基地的建立
1949年5月上旬，中國共產黨台灣省工作委員會依據香港會議關於開闢游擊根據地的決議，開始尋找建立武裝基地的地點。6月中旬，發現位處臺北縣南港鎮、石碇鄉與汐止鎮三地交界的鹿窟地勢險要，人跡罕至。東南可以控制基隆沿海側背，西邊可以威脅台北地區，因此正式啟動鹿窟游擊基地的建立工作，以陳本江為總指揮。9月上旬，陳本江進入山區陸續吸收村民與周遭民眾，包括村長陳啟旺與其子陳田其，並以鹿窟人陳春慶為支部書記。鹿窟村民見到山下知識分子與村長陸續加入，也紛紛參加游擊基地的行列。:246
蔡德本憶及當時，就讀台大英語系的同學陳水木將皮夾交給他，轉交給李水井。由於當時加入共產黨係單線聯絡方式，陳水木當時與李水井有隸屬關係，由於李水井與蔡德本住同寢室，陳水木又與蔡德本為台大英語系同學，兩人可能都以為蔡德本已被吸收入黨，陳水木因而將武裝基地（即鹿窟基地）的重要資料讓蔡德本帶給李水井，情境猶如諜對諜。
1950年，組織名稱確立為「台灣人民武裝保衛隊」，參加的隊員包括村民在內已增加到三百名。附近的瑞芳、玉桂嶺等村莊都成為革命武裝基地的範圍，在汐止到瑞芳、平溪、坪林尾一帶，也發展一批周遭組織。基地內編制有安全小組，對內考核隊員簡歷，對外擔任基地警衛。情報小組負責其他地下組織以及大陸的聯繫，並掌握軍警的動向。學習小組負責思想理論教育與軍事訓練。婦女小組供應伙食、縫補衣服與旗幟、看護與教育兒童。紅小鬼隊以附近貧苦兒童兩人編成一組，在各山路隘口放哨，注意陌生人的進入。:239

### 游擊基地的破獲
1952年11月25日破獲「臺北市委會」電器工人支部案，在支部書記溫萬金家中搜出與「台灣人民武裝保衛隊」往來的幹部名冊，與他在基地受訓兩個月時做的筆記，筆記中記載基地的設備及訓練情況。為了獲得進一步線索，溫萬金的住所被24小時嚴密監視。12月26日，下山募款的汪枝到溫的住處，被埋伏的軍警逮捕。汪枝供出鹿窟基地的詳細情形，並繪出一張基地的路線圖。保密局認為此基地應在臺北縣石碇鄉一帶，故與臺北衛戍司令部合作，由保密局偵防組組長谷正文擔任前進指揮官，前往搜捕共產黨地下工作人員。國防部臺北衛戍司令部司令張柏亭估計，由石碇至汐止間的鹿窟山區，以每五十公尺一人計算，大約需要一團的兵力。最後會議決定，再增加一個加强營協助，故以一團加上一加強營的兵力前往鹿窟山區尋找共產黨地下基地。:15012月28日晚，保密局、保安司令部、台北衛戍司令部、台北縣警察局出動一萬五千多人封鎖鹿窟山區，每50公尺佈置一個崗哨。:245
29日凌晨，保衛隊與官兵展開戰鬥。由於保衛隊平時怕槍聲暴露，從來沒有做過實彈射擊訓練，作戰時才發現槍枝與子彈規格不合。而自製的手榴彈十個當中有九個無法引爆，前沿陣地因此很快被突破。1953年1月中旬，陳本江與其他幹部陸續逃亡。在3月26日玉桂嶺逮捕17人後，圍剿結束。陳本江、陳春慶於6月在高雄、淡水被捕。:246
石碇鄉、瑞芳鎮、汐止鎮等地約有400名農民與礦工被捕，大多移送石碇鄉鹿窟菜廟（今鹿窟光明寺），遭刑求逼供後定罪。按張炎憲統計當年資料，35人遭到槍決，自首無罪與不起訴者12人，98人有期徒刑，另19名被谷正文直接帶去感訓，其餘則皆未移送。山地村短期間少了百餘人，受到毀滅性的打擊。另外據傳其中一人於現場未經任何審判就地槍決
一部分的未成年人，由於鹿窟案的特別性（幾乎可說是被拐騙入黨），谷正文決定將他們送至保密局感訓，安排至保密局監視對象當下人或者為保密局跑腿，以各種形式協助保密局的諜報作業（但有數人自述僅被留在谷正文身邊打雜當傭人），感訓時間則是5到6年不等。
至於村民被拐騙加入，以當年亦未成年的李石城為例，李自述當時有人組「人民武裝保衛隊」，遠房表哥一邀，他就加入了「青少年先鋒隊」，雖未進行破壞工作，但在當時已構成「參加匪偽組織、意圖顛覆政府」，被判10年。
而破獲鹿窟，亦讓保密局確認，追捕不到的呂赫若早於鹿窟因蛇咬而身亡。:158

## 研究觀點

### 隱匿觀點
根據林傳凱於2007年開始對於白色恐怖受害者訪談紀錄，許多在1990年代聲稱冤假錯案的受難者，近年陸續坦露出其參加地下黨的事實、宣示、發展乃至群眾工作，許多過去被掩蓋真相，逐漸被發掘出來，當時表示不清楚不知道的無辜受害者，開始講述其加入共產黨地下組織的過程與心路歷程，對於當時宣稱不認識的人，也開始講述其認識與介紹加入共產黨的過程。
其中，如鹿窟事件中的當事者李石城，就出現下列說法:
另一位當事者陳皆得:
顯然，因為政治氣氛的改變，以及社會對白色恐怖的時空背景大家已有相當認知，因此許多當事人更願意留下珍貴的資料與事實，還原當時情況。

### 冤案觀點
張炎憲認為鹿窟村案中有許多值得懷疑的地方，他說，「鹿窟事件應該用兩個層次來看，一是逃入山區懷抱社會主義理想的青年，一是無辜的村民，但是國民黨政府將全村的人都抓起來，是權力暴力，且不具武裝基地規模就判死刑槍決，也是違反人權的行為。」
部分研究認為，將鹿窟基地指涉為預謀武裝叛變者的聚集地，甚至可能是「武裝基地」的說法，極可能言過其實。在那個白色恐怖橫行、大興文字獄的年代中，本案中部份涉案之關係人，有可能是被栽贓入罪。根據當年官方文獻，於「鹿窟武裝基地」搜出有大小五星旗6面、五星臂章10條、人民武裝保衛隊隊旗2面、軍用地圖計47幅、駁殼槍1枝、收報機1具、土造手榴彈165枚、土造地雷7個、炸藥2包、雷管1束、手銬1付、反動書籍及匪文件55冊；而依照判決書所稱，土造手榴彈和地雷是一些當礦工的村民從礦場偷來的，故有輿論認為鹿窟基地之武力裝備其實不到「武裝基地」的水準，但此類說法都規避了地下黨支部書記所謂的在山中基地接受軍事訓練的自述，這自述被發現才造成鹿窟被破獲。
近代台史學者針對「鹿窟事件」的研究結果，常以當年官方判斷錯誤為出發點。指出當年鹿窟事件中，由於當地對共產黨的認識之匱乏無知，被官方判定、宣告為共產黨人者多為冤案。但以當時主導搜查的谷正文口述，則有這樣的一段：「這裡的共產黨成員參與地下组織的證據，在我參與肅諜工作以來，真可謂空前绝後的完整。他們個個不但白紙黑字地寫明加入共產黨，還全數捺了指印爲憑，只不過這些文件最後都被楊上級（陳本江之弟陳通和）給燒毁。」它段亦有說當地民眾與帶頭者其實都並不瞭解共產黨就加入了，村民大多不明究底加入共產黨這部份的認知與台史研究觀點符合，但當年國府判決招募人加入組織者死刑，被招募而加入者一律施以徒刑，並未無知者即無罪。

## 後續發展

### 補償措施
1998年，台北縣立文化中心出版《鹿窟事件調查研究》，主編張炎憲，為第一本有關鹿窟事件的完整調查。

1999年，戒嚴時期不當叛亂暨匪諜審判案件補償基金會開始運作。

2001年，不當審判補償基金會將鹿窟事件結案。至此，歷年因不當審判而造成國家補償被判刑者或家屬，合計新台幣3億8550萬元；不當審判者，經法院判處冤獄賠償，合計新台幣885萬5000元。

### 監院糾正
2017年10月20日，監察院監察委員高鳳仙、楊美鈴耗時一年半調查，經向總統府、行政院、國防部、中央研究院、國史館、國家發展委員會檔案管理局、國家人權博物館籌備處、新北市政府與台灣台北地方法院等機關調取百餘卷證資料，包括當時保安司令部軍檢偵訊、審判手抄筆錄後，通過糾正國防部，並公布鹿窟事件調查報告，也被視為推動轉型正義的第一案。
同年12月28日，陳本江之子陳柏銘代替父親向當年鹿窟事件的當事人及家屬致歉。

### 鹿窟事件紀念碑
2000年12月29日，台北縣政府在鹿窟光明寺附近興建之「鹿窟事件紀念公園」落成，現場設立鹿窟事件紀念碑，碑文如此闡述此事件：
「1952年12月29日凌晨，軍警包圍鹿窟山區，逮捕被疑為中共支持的武裝基地成員之村民，至3月3日為止。其間因案波及，於2月26日至瑞芳圍捕，3月26日又至石碇玉桂嶺抓人。前後近四個月，牽連者二百多人。經判決死刑者35人、有期徒刑者百人，是1950年代最大的政治事件，史稱鹿窟事件。
鹿窟村民被捕之後，多移送鹿窟菜廟（今光明寺）。未經對覽查證，即以刑求逼供所得自白或他人供詞，加以定罪，造成無數冤獄折磨，以致家破人亡、傷痛欲絕。
今日立碑，除追悼冤魂、緬懷往事，更要記取當時任意逮捕判刑、蹂躏人權的教訓，共同攜手為建設台灣成為民主法治、公平正義的社會而努力。」

## 相關作品

### 節目專題報導
- 公視主頻《獨立特派員》第523集 走過鹿窟65年 （页面存档备份，存于）
- 鏡新聞《另一種注目》特輯 《重返鹿窟村》重返《悲情城市》真實事件地點　解密史上最慘烈白色恐怖事件

### 戲劇
- 客家電視台時代劇《台北歌手》，2018年。

### 電影
- 侯孝賢：《悲情城市》（1989）

### 文學
- 葉石濤：〈鹿窟哀歌〉（1989），收錄於《台灣男子簡阿淘》（台北：前衛出版社，1990）
- 鍾興福自述、邱採霞口述、曹欽榮等採訪：《無奈的山頂人》（臺北：書林出版，2010）